# Joseph Blake
Joseph Blake ( 1814 - 1888 ) fue un botánico explorador estadounidense.
Realizó numerosas expediciones botánicas en especial al Condado de Cumberland en Maine y varios condados (entre ellos, Carroll, Grafton, Belknap) en Nuevo Hampshire, resultando en una colección de especímenes superior a 1.500.
- La abreviatura «Blake» se emplea para indicar a Joseph Blake como autoridad en la descripción y clasificación científica de los vegetales.[2]